# 宮崎県道10号宮崎インター佐土原線
宮崎県道10号宮崎インター佐土原線（みやざきけんどう10ごう みやざきインターさどわらせん）は、宮崎県宮崎市を通る県道（主要地方道）である。
なお、一ツ葉有料道路南線の区間は高速道路ナンバリング（高速道路等路線番号）の対象区間となっており、E98が割り振られている。

## 概要
宮崎市大字本郷北方から宮崎市佐土原町下田島に至る。
路線は、宮崎都市圏中心部の渋滞緩和に寄与する宮崎東環状道路（地域高規格道路）の一部である一ツ葉有料道路と、佐土原町の中心部を通る旧国道10号からなる。

### 路線データ
- 起点：宮崎市大字本郷北方（宮崎自動車道 宮崎IC）
- 終点：宮崎市佐土原町下田島（佐土原町徳ヶ渕交差点・南[注釈 1]、国道10号交点）
- 総延長：22.6 km

## 歴史
- 1993年（平成5年）5月11日 - 建設省から、県道一の宮西山崎線・県道宮崎佐土原線の一部が宮崎インター佐土原線として主要地方道に指定される[1]。
- 1994年（平成6年）4月1日 - 宮崎県告示第413号[2]により路線認定される。
- 2016年（平成28年）10月24日 - 「高速道路ナンバリングの実現に向けた提言」が発表され、一ツ葉有料道路南線に「E98」が割り振られた。

## 路線状況

### 通称
- 宮崎東環状道路（宮崎IC - 佐土原町原口交差点）
- 一ツ葉有料道路南線[注釈 2]（宮崎IC - 宮崎市田代町）
- 一ツ葉有料道路北線[注釈 2]（一ツ葉橋南交差点 - 佐土原町原口交差点）
- ひむか神話街道（宮崎IC - 佐土原町原口交差点[3]）
- 旭東通り（一の宮交差点 - 宮崎港前交差点）

### 道路施設

#### 橋梁
| - 島田橋（山内川、宮崎市） - 赤江橋（山内川、宮崎市） - 飛江田橋（宮崎市） - 下八重川橋（八重川、宮崎市） | - 一ツ葉大橋（大淀川、宮崎市） - 一ツ葉橋（新別府川、宮崎市） - 一ツ葉跨道橋（宮崎市） - 石崎橋（石崎川、宮崎市） |

#### トンネル
- 山内トンネル、宮崎市

## 地理

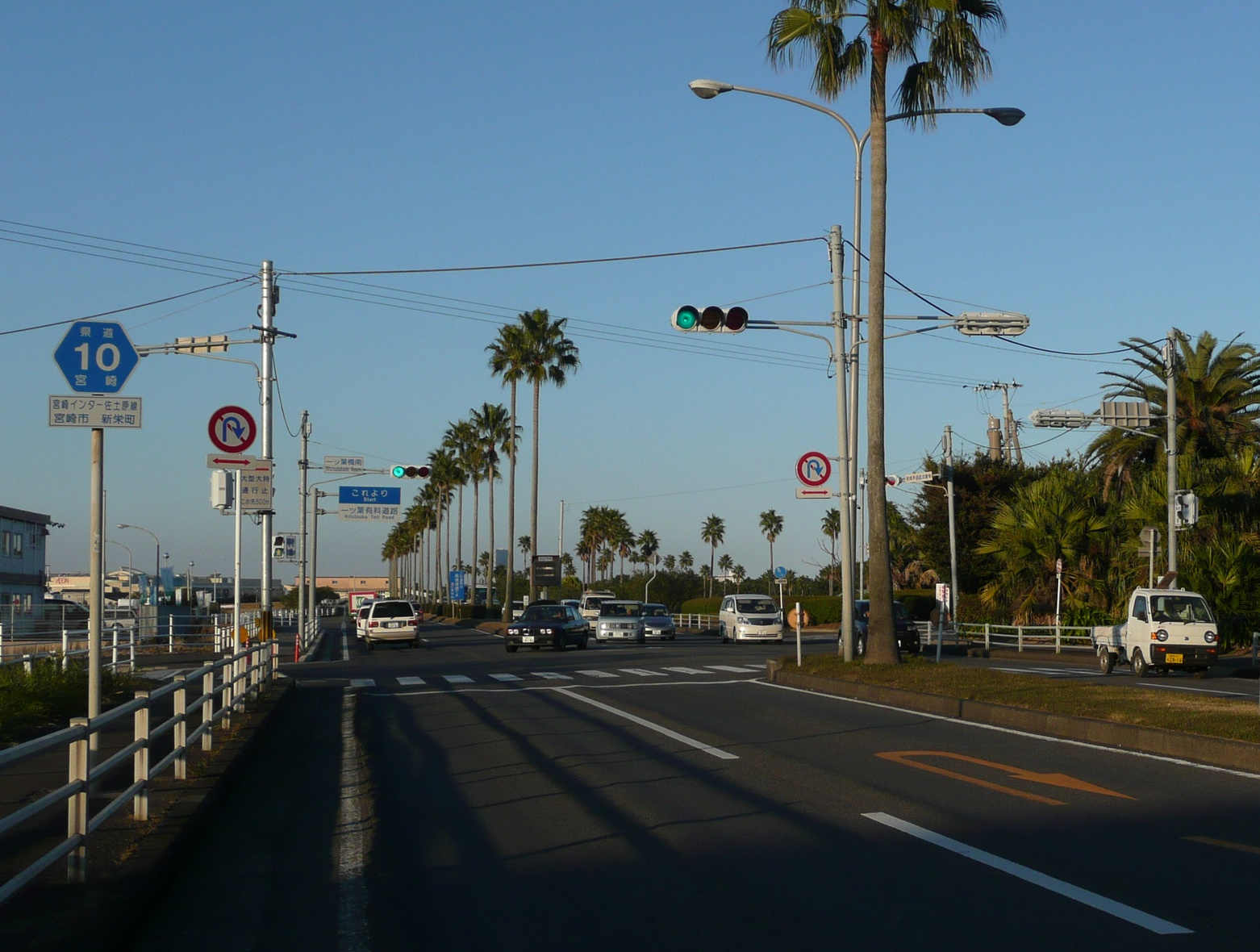
宮崎市新栄町

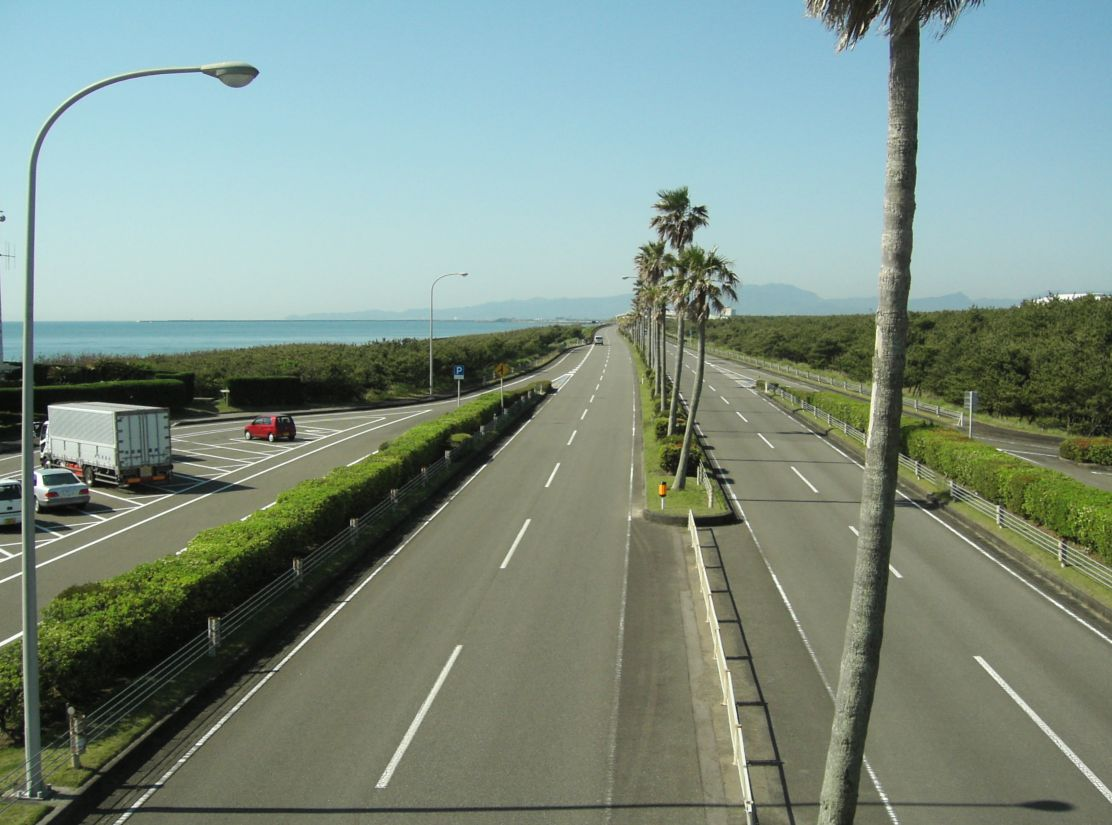
一ツ葉道路（2004年4月）

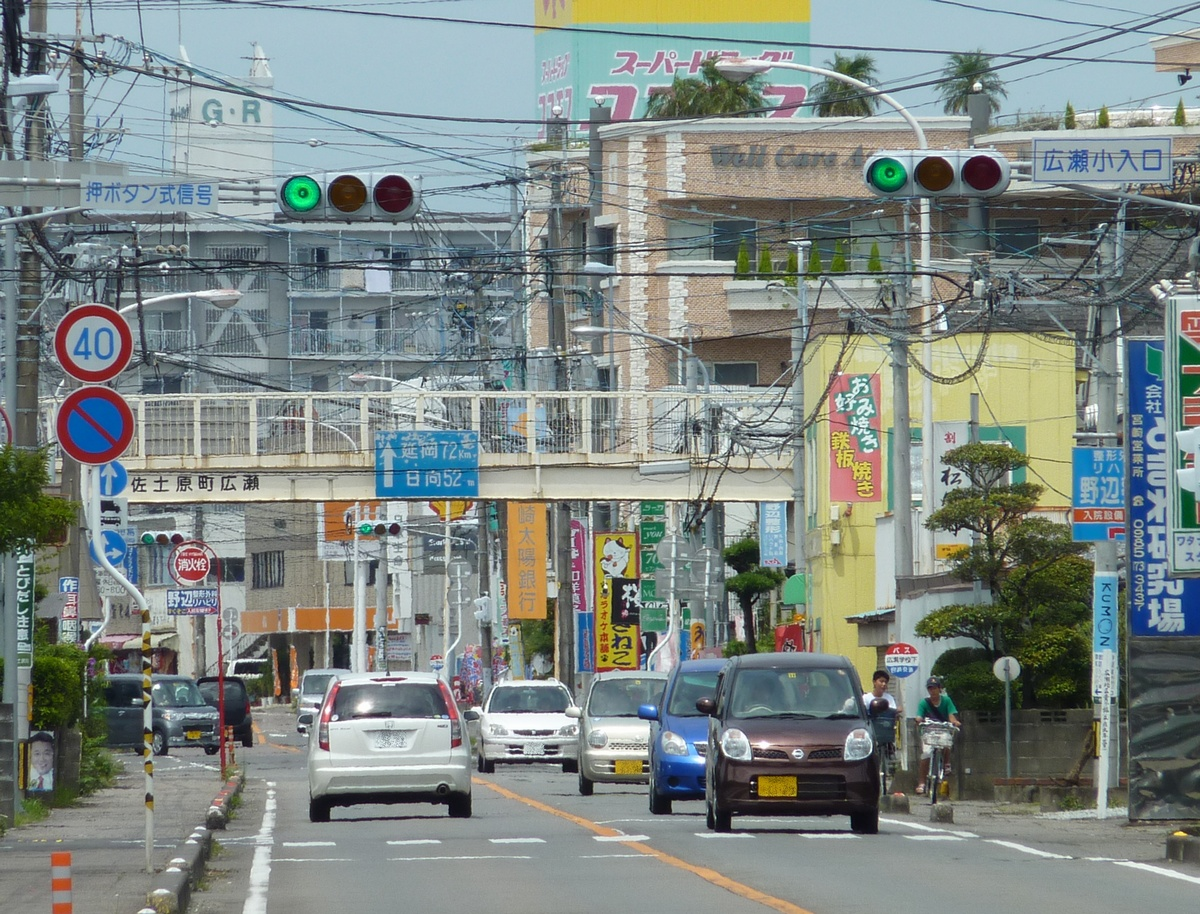
宮崎市佐土原町広瀬（旧国道10号）

### 通過する自治体
- 宮崎市

### 交差する道路
| 交差する道路                                | 交差する場所   | 交差する場所                    |
| ------------------------------------------- | -------------- | ------------------------------- |
| E10 宮崎自動車道 国道220号 / 宮崎南バイパス | 大字本郷北方   | 5 宮崎IC / 起点                 |
| 宮崎県道337号城ヶ崎清武線                   | 大字本郷北方   | 本郷北方IC                      |
| 宮崎県道367号中村木崎線                     | 大字田吉       | 有料道路入口交差点 田吉IC       |
| 宮崎県道374号古城赤江線                     | 大字赤江       | 赤江IC                          |
| 宮崎県道341号宮崎港宮崎停車場線             | 大字田吉       | [ 注釈 3 ]                      |
| 宮崎県道11号宮崎島之内線 / 山崎街道         | 一の宮町       | 一の宮交差点                    |
| 宮崎県道372号塩路佐土原線                   | 佐土原町下那珂 | [ 注釈 3 ]                      |
| 国道10号 / 佐土原バイパス                   | 佐土原町下那珂 | 佐土原町原口交差点              |
| 宮崎県道14号佐土原国富線                    | 佐土原町下那珂 | 佐土原町中溝交差点              |
| 宮崎県道345号佐土原停車場線                 | 佐土原町松小路 |                                 |
| 宮崎県道326号宮本新町線                     | 佐土原町下田島 | 宮本交差点                      |
| 国道10号 / 佐土原バイパス                   | 佐土原町下田島 | 佐土原町徳ヶ渕交差点・南 / 終点 |

### 交差する鉄道
- 日南線
- 日豊本線（広瀬跨道橋）

### 沿線
| - 宮崎港 - 宮崎空港 - 航空大学校 - 宮崎県総合自動車運転免許センター - 宮崎県立宮崎海洋高等学校 - 宮崎市立佐土原図書館 - 宮崎市佐土原総合支所 - 宮崎市佐土原体育館 - 宮崎市立宮崎港小学校 - 宮崎市立広瀬小学校 - 宮崎市立広瀬中学校 - 宮崎市立広瀬北小学校 - 宮崎市フェニックス自然動物園 - 宮崎市中央卸売市場 | - JR九州日豊本線 佐土原駅 - JR九州日南線・宮崎空港線 田吉駅 - 広瀬郵便局 - 下田島郵便局 - 宮崎市郡医師会病院 - 慈英病院 - イオンモール宮崎 - サンマリーナ宮崎 - みやざき臨海公園 - シーガイア - ホンダロック - 九州中川ヒューム管工業 - 広瀬護国神社 - 一ツ葉稲荷神社 |